# Циммерман, Ник
Николас Циммерман (англ. Nicholas Zimmerman; род. 3 мая 1987, Тампа, Флорида, США) — американский футболист еврейского происхождения, выступавший на позициях полузащитника и нападающего.

## Карьера

### Молодёжная карьера
Начинал заниматься футболом в своём родном городе Тампа, Флорида. В 2004 году выступал за клуб «Брэндон Флэймз» с которым выиграл чемпионат штата среди футболистов младше 18 лет. Также в 2004 году выиграл чемпионат штата среди футболистов младше 17 лет с клубом «Уэстон Фьюри». С 2005 года выступал за команду Джеймс Мэдисон Дьюкс в футбольном чемпионате Национальной ассоциации студенческого спорта. Играл на позиции центрального полузащитника, провёл за «герцогов» 75 матчей и забил 13 голов.

### Клубная карьера
15 января 2009 года был выбран в третьем туре MLS SuperDraft 2009 под 44 номером клубом «Нью-Йорк Ред Буллз» после предсезонной подготовки подписал контракт с клубом. В мае 2009 года был отправлен в аренду в клуб «Кристал Пэлас Балтимор». В составе которого дебютировал в USL Second Division в матче с «Уэстерн Масс Пайонирс». Всего за «Кристал Пэлас Балтимор» провел 2 матча. Вернувшись в Нью-Йорк дебютировал в MLS 5 июня 2009 года в матче с клубом «Ди Си Юнайтед», выйдя на замену на 46-й минуте вместо Карлоса Мендеса.
25 ноября 2009 года был выбран «Филадельфией Юнион» под 10 номером на MLS Expansion Draft 2009. Дебютировал за клуб в матче против «Ди Си Юнайтед» 11 апреля 2010 года, выйдя на замену вместо Алехандро Морено. В мае 2009 года был отправлен на месяц в аренду в клуб «Харрисберг Сити Айлендерс», за который провёл 2 игры и забил 2 гола. 1 марта 2011 года «Филадельфия Юнион» отчислила Циммермана.
В апреле 2011 года Ник подписал контракт с клубом Североамериканской футбольной лиги «Каролина Рэйлхокс». В сезоне 2012 года забил 15 голов и был включён в символическую сборную сезона.
В 2015 году переходит в клуб USL «Уилмингтон Хаммерхэдс». Дебютировал за клуб в стартовом составе в матче с «Ричмонд Кикерс» 29 марта 2015 года. Первый гол забил с пенальти в ворота «Шарлотт Индепенденс» 4 апреля 2015 года.

### Международная карьера
Выступал за сборную США до 15 лет на турнире в Мексике.

## Достижения
- Чемпион Регулярного чемпионата NASL: 1 (2011)[15]
- Третье место Плей-офф NASL: 1 (2012)[16]